# Terry Reid
Terry Reid (St Neots, 13 novembre 1949 – 5 agosto 2025) è stato un cantante e chitarrista britannico di musica rock, noto per la sua voce come i contemporanei Paul Rodgers e Rod Stewart.

## Biografia
Nella prima metà del 1968 Terry Reid venne contattato dal chitarrista Jimmy Page, in quel momento impegnato nella ricerca di una voce adeguata al sound da lui elaborato per il suo nuovo gruppo, i futuri Led Zeppelin, ma Reid rifiutò. Un anno dopo, Terry Reid (allora diciannovenne) ricevette l'offerta di Ritchie Blackmore di diventare il cantante del suo nuovo gruppo: i Deep Purple. Terry Reid, anche in quell'occasione, rifiutò.

## Discografia
- 1968 - Bang, Bang You're Terry Reid
- 1969 - Terry Reid (titolo in USA: Move Over for Terry Reid)
- 1973 - River
- 1976 - Seed of Memory
- 1979 - Rogue Waves
- 1991 - The Driver
- 2004 - Alive